# دوبنا
دوبنا (بالروسية: Дубна) هي إحدى مدن روسيا في الكيان الفدرالي الروسي موسكو أوبلاست.

## معرض صور

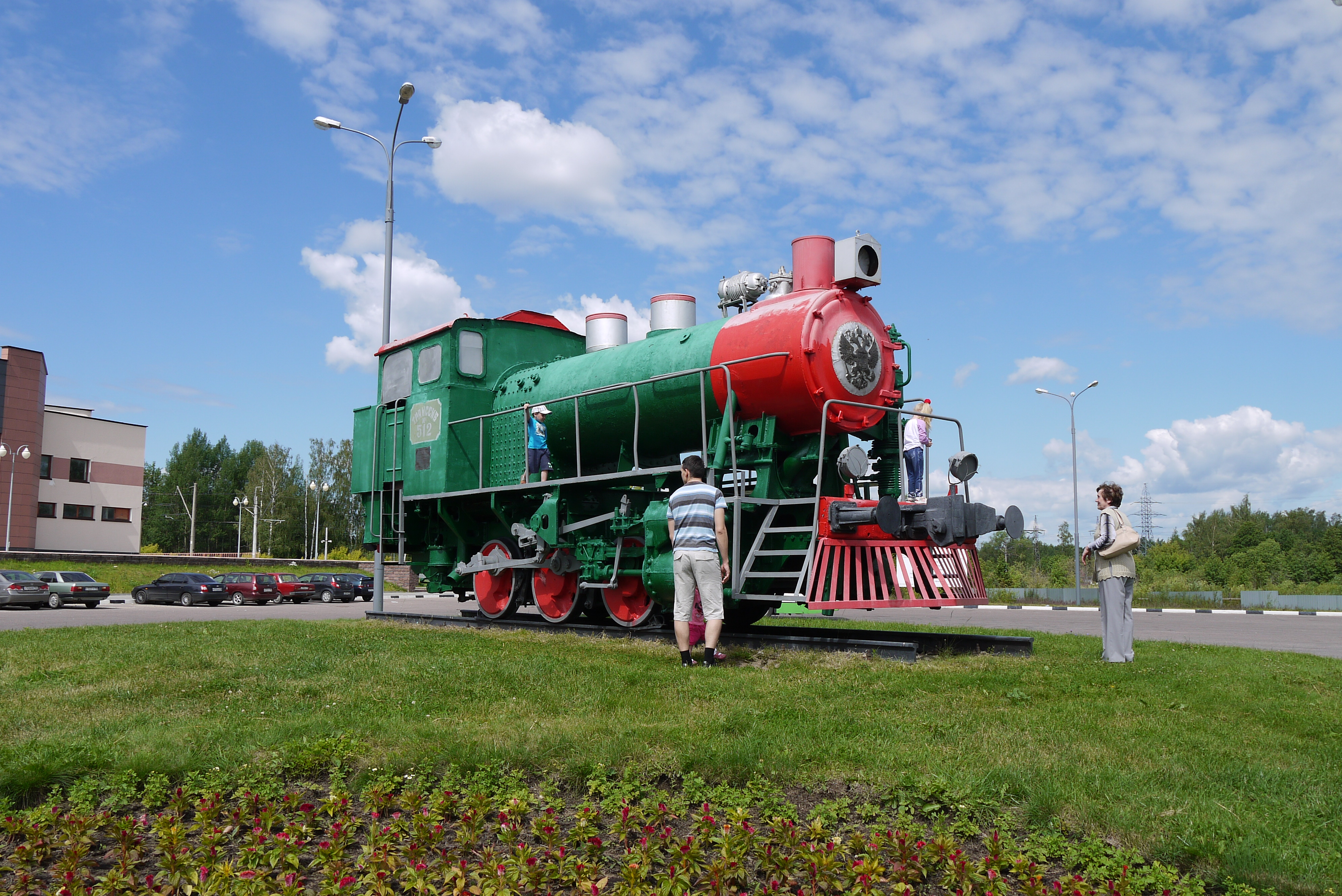
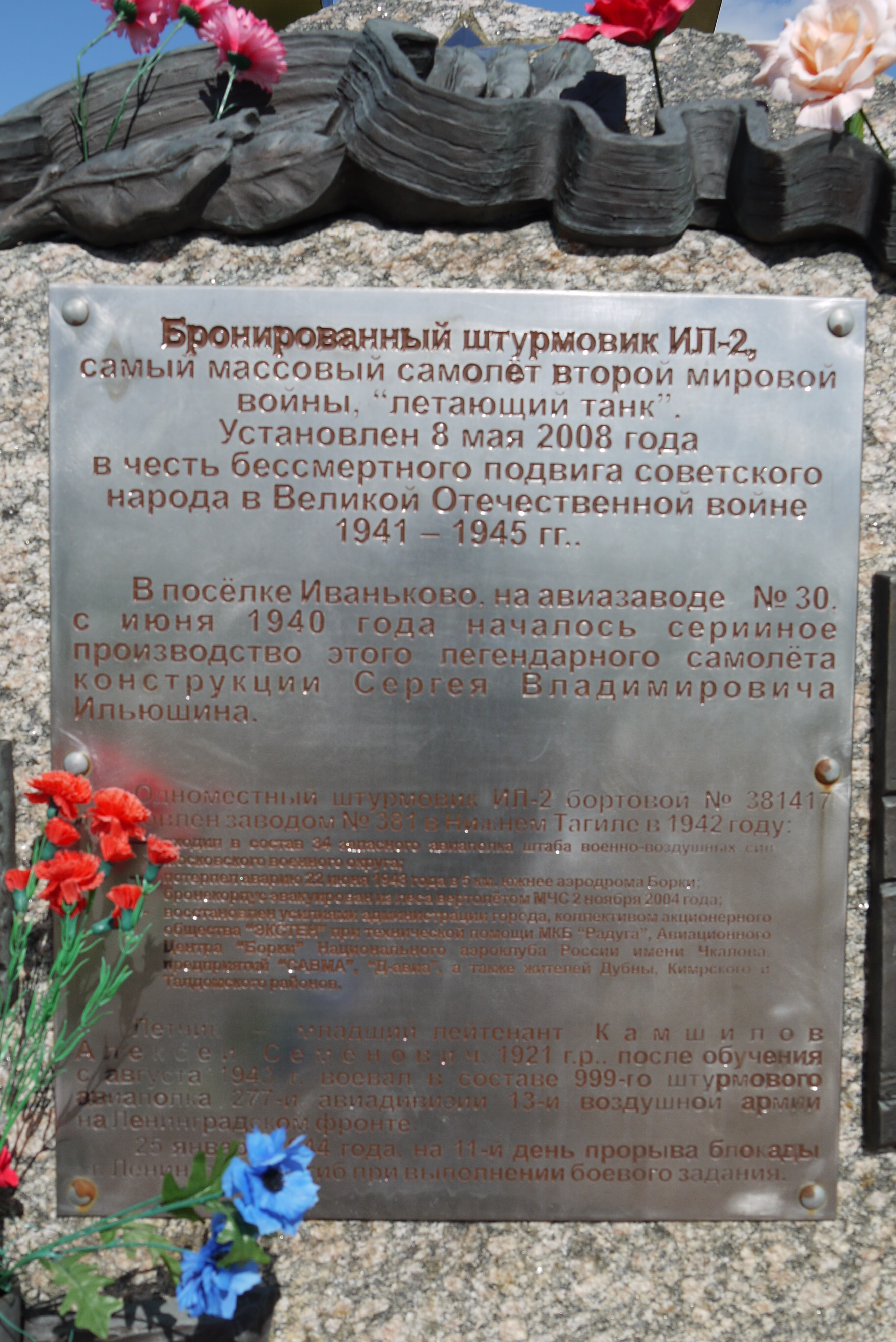
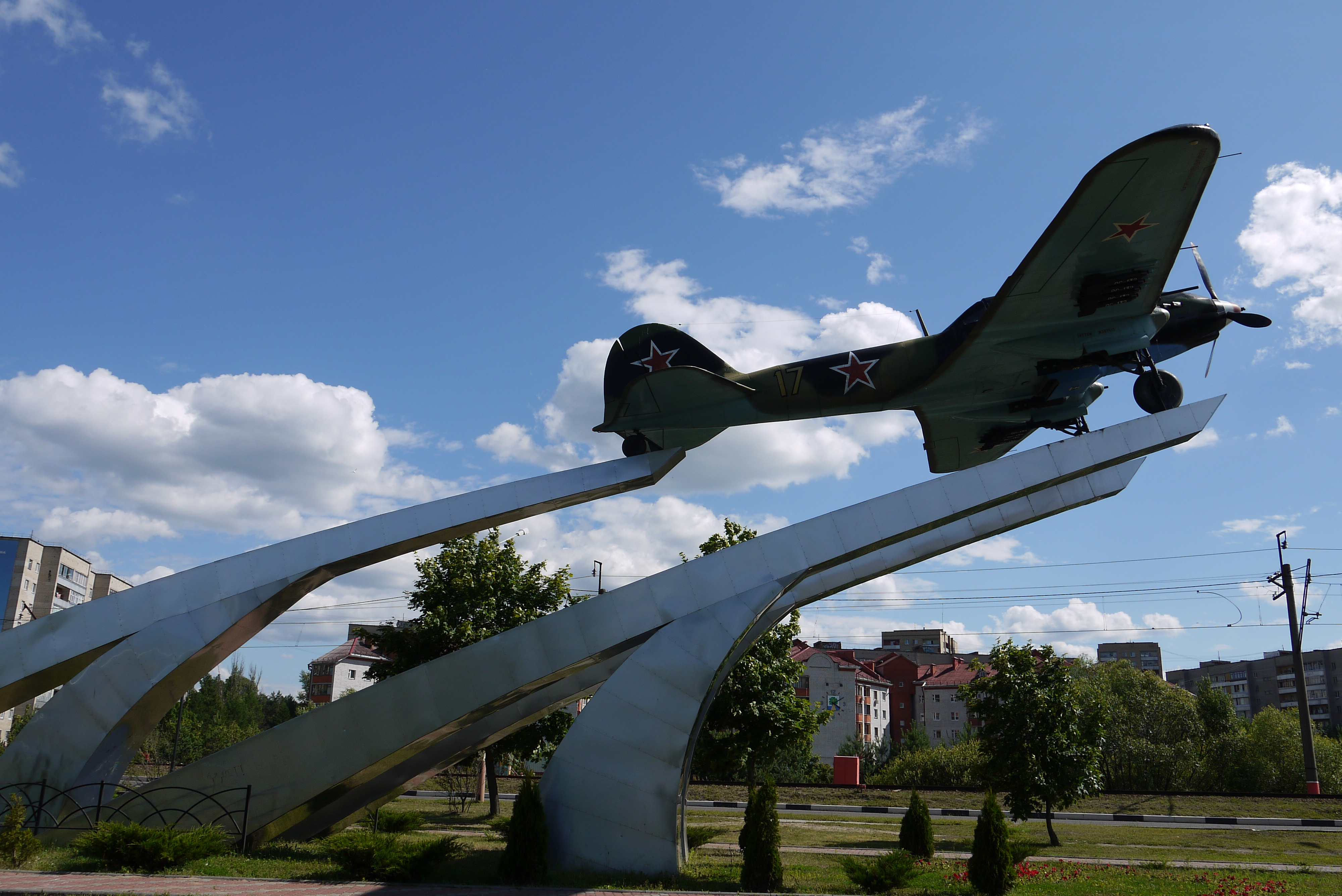

## توأمة
لدوبنا اتفاقيات توأمة مع كل من:
- جفعات شموئيل
- لاكروس
- ألوشتا
- Gołdap [الإنجليزية]‏
- Kurchatov, Kazakhstan [الإنجليزية]‏
- لينكانغ

## أعلام
- برونو بونتيكورفو